# Caldea

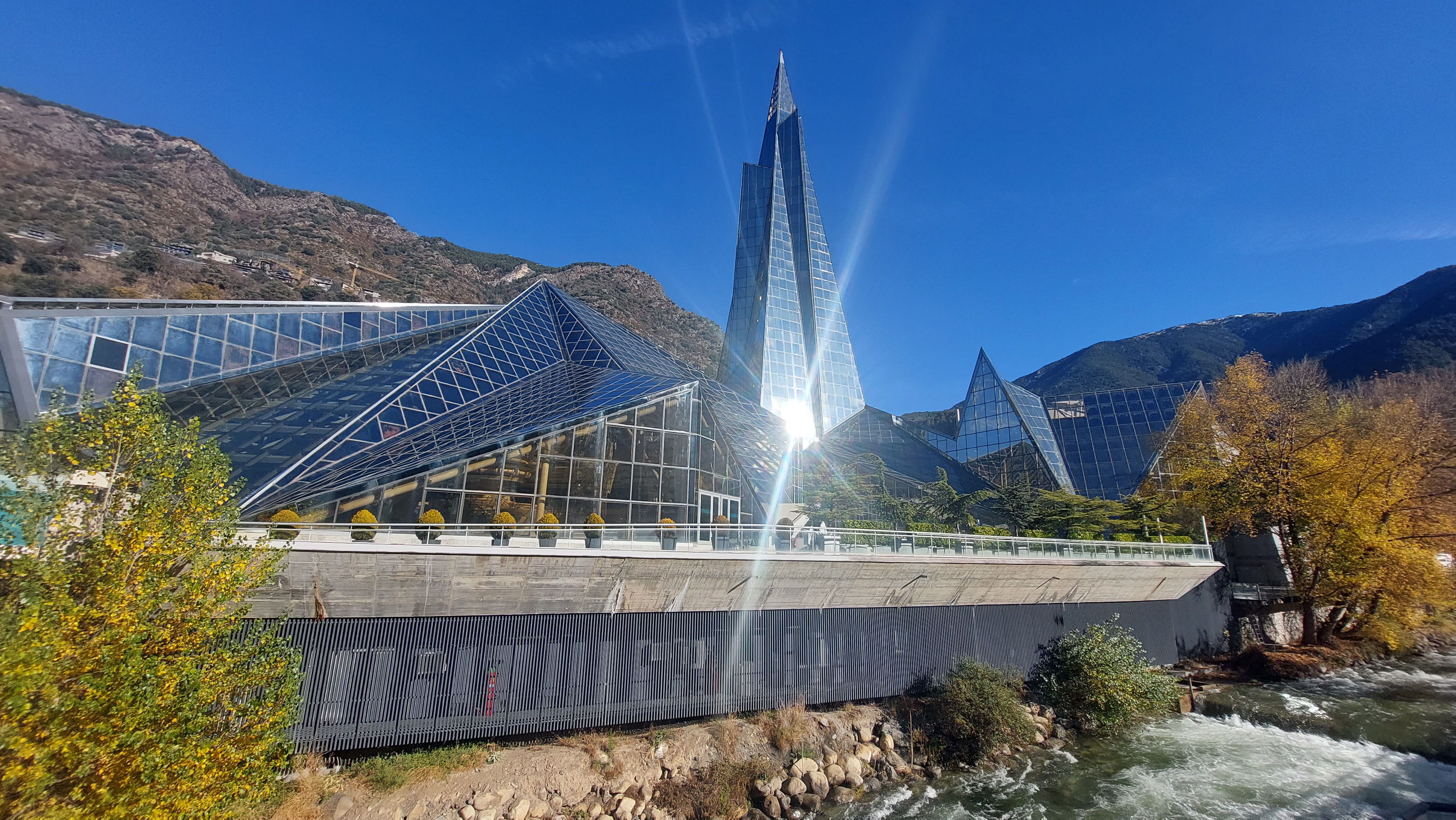
Caldea en décembre 2023

Caldea est un centre thermoludique proposant principalement des activités de balnéothérapie. Il est situé en principauté d'Andorre, dans la paroisse d'Escaldes-Engordany.

## Architecture
Le bâtiment est fait de verre et d'acier, avec quelques parties en pierre (pour la plupart du granit). Il possède une tour culminant à 80 mètres de hauteur qui forme une pointe. Il a été conçu par l'architecte français Jean-Michel Ruols (concepteur du Parc d'Astérix) .

## Fréquentation
2019 : 2550 abonnés dans le club
2019 : 17 000 personnes par an sur l'espace origines
2019 : 200 000 personnes sur l'espace aqualudique